# Le Rœulx
Le Rœulx (in vallone El Rû) è un comune belga di 7 969 abitanti, situato nella provincia vallona dell'Hainaut.
Si trova a 45 km a sud di Bruxelles, all'incrocio tra l'autostrada Parigi-Bruxelles e l'autostrada vallona.
Nel territorio dell'ex comune di Ville-sur-Haine, dal 1977 frazione di Le Rœulx, scorre il fiume Haine.
Nelle vicinanze della città si trova il Castello di Rœulx, tuttora residenza della famiglia principesca dei Croÿ.

## Amministrazione

### Gemellaggi
La città è gemellata con
- Quinsac
- Steinenbronn